# Ajax Sportsplex
El Ajax Sportsplex es un centro de béisbol y sóftbol localizado en Ajax, en la provincia de Ontario, en Canadá. En 2015 albergó la competición Juegos Panamericanos de 2015, durante la cual se conoció como President's Choice Ajax Pan Am Ballpark.